# 010 Trojans 2018
Questa voce raccoglie le informazioni riguardanti gli 010 Trojans nelle competizioni ufficiali della stagione 2018.

## Maschile

### Eredivisie 2018

#### Stagione regolare
| Spijkenisse 4 marzo 2018, ore 14:00 2ª giornata | 010 Trojans /Spijkenisse Scouts | 6 – 35 referto | Arnhem Falcons | Tennispad 2 |

| Lelystad 25 marzo 2018, ore 14:00 4ª giornata | Lelystad Commanders | 11 – 0 (8-0 3-0 0-0 0-0) referto | 010 Trojans/ Spijkenisse Scouts |  |

| Rotterdam 14 aprile 2018, ore 19:00 6ª giornata | 010 Trojans /Spijkenisse Scouts | 18 – 35 (18-7 0-7 0-0 0-21) referto | Lightning Leiden | Sportplaza Zuiderpark |

| Spijkenisse 29 aprile 2018, ore 14:00 8ª giornata | 010 Trojans /Spijkenisse Scouts | 24 – 46 (0-14 6-19 6-7 12-6) referto | Hilversum Hurricanes | Tennispad 2 |

| Leida 12 maggio 2018, ore 19:00 9ª giornata | Lightning Leiden | 35 – 0 referto | 010 Trojans/ Spijkenisse Scouts |  |

| Arnhem 19 maggio 2018, ore 19:00 10ª giornata | Arnhem Falcons | 20 – 0 (a tavolino) referto | 010 Trojans/ Spijkenisse Scouts |  |

| Spijkenisse 27 maggio 2018, ore 14:00 11ª giornata | 010 Trojans /Spijkenisse Scouts | 0 – 24 referto | Lelystad Commanders | Tennispad 2 |

| Loosdrecht 9 giugno 2018, ore 19:00 12ª giornata | Hilversum Hurricanes | 35 – 8 referto | 010 Trojans/ Spijkenisse Scouts |  |

### Statistiche di squadra
| Competizione           | %Vittorie | In casa | In casa | In casa | In casa | In casa | In casa | In trasferta | In trasferta | In trasferta | In trasferta | In trasferta | In trasferta | Totale | Totale | Totale | Totale | Totale | Totale |
| Competizione           | %Vittorie | G       | V       | N       | P       | Pf      | Ps      | G            | V            | N            | P            | Pf           | Ps           | G      | V      | N      | P      | Pf     | Ps     |
| ---------------------- | --------- | ------- | ------- | ------- | ------- | ------- | ------- | ------------ | ------------ | ------------ | ------------ | ------------ | ------------ | ------ | ------ | ------ | ------ | ------ | ------ |
| ED - Stagione regolare | .000      | 4       | 0       | 0       | 4       | 48      | 140     | 4            | 0            | 0            | 4            | 8            | 101          | 8      | 0      | 0      | 8      | 56     | 241    |
| Totale                 | .000      | 5       | 0       | 0       | 4       | 48      | 140     | 4            | 0            | 0            | 4            | 8            | 101          | 8      | 0      | 0      | 8      | 56     | 241    |

## Femminile

### Queen's Football League 2018
Le Rotterdam Ravens sono state escluse dalla competizione dopo la seconda giornata.

#### Stagione regolare
| Rotterdam 30 settembre 2018, ore 14:00 1ª giornata | Rotterdam Ravens | 19 – 40 | Amsterdam Cats | Sportplaza Zuiderpark |

| Almere 28 ottobre 2018 2ª giornata | Flevo Foxes | 0 – 20 | Rotterdam Ravens | Sportpark De Marken 4a |

### Statistiche di squadra
| Competizione            | %Vittorie | In casa | In casa | In casa | In casa | In casa | In casa | In trasferta | In trasferta | In trasferta | In trasferta | In trasferta | In trasferta | Totale | Totale | Totale | Totale | Totale | Totale |
| Competizione            | %Vittorie | G       | V       | N       | P       | Pf      | Ps      | G            | V            | N            | P            | Pf           | Ps           | G      | V      | N      | P      | Pf     | Ps     |
| ----------------------- | --------- | ------- | ------- | ------- | ------- | ------- | ------- | ------------ | ------------ | ------------ | ------------ | ------------ | ------------ | ------ | ------ | ------ | ------ | ------ | ------ |
| QFL - Stagione regolare | .500      | 1       | 0       | 0       | 1       | 19      | 40      | 1            | 1            | 0            | 0            | 20           | 0            | 2      | 1      | 0      | 1      | 39     | 40     |
| Totale                  | .500      | 1       | 0       | 0       | 1       | 19      | 40      | 1            | 1            | 0            | 0            | 20           | 0            | 2      | 1      | 0      | 1      | 39     | 40     |